# Teoría de la esperanza
La teoría de la expectativa propone que una persona decida a comportarse o actuar irreverentemente de cierta manera porque están motivados para seleccionar un comportamiento específico sobre otros comportamientos debido a lo que esperan que el resultado de ese comportamiento seleccionado será.
En esencia, la motivación de la selección de comportamiento está determinada por la conveniencia de los resultados. Sin embargo, el núcleo de la teoría es el proceso cognitivo de cómo un individuo procesa los diferentes elementos de motivación. Esto se hace antes de hacer la elección final. El resultado no es el único determinante en la decisión de cómo comportarse.
La teoría de la expectativa explica el proceso conductual de por qué las personas eligen una opción de comportamiento sobre otro. También se explica cómo toman decisiones para lograr el fin valoran. Vroom presenta tres variables dentro de la teoría de la expectativa de Valencia (V), expectativa (E) e Instrumentalidad (I). Los tres elementos son importantes detrás de elegir un elemento sobre otro, porque ellos están claramente definidos: expectativa de esfuerzo-desempeño (E > expectativa de P), expectativa de resultados de rendimiento (P > o expectativa).
Tres componentes de la teoría de la expectativa: Valencia, expectativa e instrumentalidad. Referencia estética.
1. Expectativa: Esfuerzo → rendimiento (E→P)
2. Instrumentalidad: Rendimiento → resultado (P→O)
3. Valencia-V(R)

Expectativa: Esfuerzo → rendimiento (E→P)
La expectativa es la creencia de que un esfuerzo (E) dará como resultado el logro de los objetivos de rendimiento deseado (P). Normalmente basadas en la experiencia de un individuo, confianza en sí mismo (autoeficacia) y la dificultad percibida de la norma de rendimiento o meta. Factores relacionados con la percepción de la expectativa del individuo son autoeficacia, dificultad de objetivo y control. Autoeficacia es creencia de la persona sobre su capacidad para realizar con éxito un comportamiento determinado. Dificultad objetivo ocurre cuando se fijaron objetivos demasiado altos o las expectativas de rendimiento que se hacen demasiado difíciles están más probables que conducen a las percepciones de la expectativa baja. El control es del control percibido sobre rendimiento. A fin de que la expectativa de ser alto, individuos deben creer que tienen cierto grado de control sobre el resultado esperado.
Instrumentalidad es la creencia de que una persona recibirá una recompensa si se cumplen las expectativas de rendimiento. Esta recompensa puede venir en la forma de un incremento salarial, la promoción, el reconocimiento o la sensación de logro. Instrumentalidad es baja cuando la recompensa es dada para todas las representaciones dadas.
Factores asociados con la Instrumentalidad del individuo para los resultados son políticas, control y confianza. Si las personas confían en sus superiores, son más propensos a creer sus promesas de los líderes. Cuando hay una falta de confianza en el liderazgo, las personas a menudo intentan controlar el sistema de recompensa. Cuando las personas creen que tienen algún tipo de control sobre cómo, cuándo, y por qué se distribuyen recompensas, Instrumentalidad tiende a aumentar. Formalizado políticas escritas afectan las percepciones de Instrumentalidad de las personas. Instrumentalidad es mayor cuando las políticas formales son recompensas al desempeño.
Valencia: el valor de los lugares individuales de las recompensas basado en sus necesidades, objetivos, valores y fuentes de motivación. Factores asociados con el Valencia del individuo para los resultados son valores, necesidades, objetivos, preferencias y fuentes de motivación fuerza de preferencia de un individuo por un resultado particular.
El Valencia refiere al valor que el individuo coloca personalmente sobre las recompensas. -→0→ 1 + 1
-1 = evitando el resultado 0 = indiferente al resultado + 1 = acoge con satisfacción el resultado
A fin de que el Valencia sea positivo, la persona debe prefieren alcanzar el resultado al no lo logro.
Teoría de la expectativa en la motivación puede ayudar a los administradores a comprender cómo los individuos toman decisiones sobre diversas alternativas de comportamientos. El modelo que aparece a continuación muestra la dirección de motivación, cuando es energizado comportamiento:
Fuerza motivacional (MF) = expectativa x Instrumentalidad x Valencia
Al decidir entre opciones de comportamientos, individuos seleccione la opción con la mayor fuerza de motivación (MF). Expectativa y Instrumentalidad son actitudes (cogniciones) que representan la percepción de un individuo de la probabilidad de que esfuerzo conducirá a rendimiento que conducirá a los resultados deseados.